# Marquês de Aberdeen e Temair

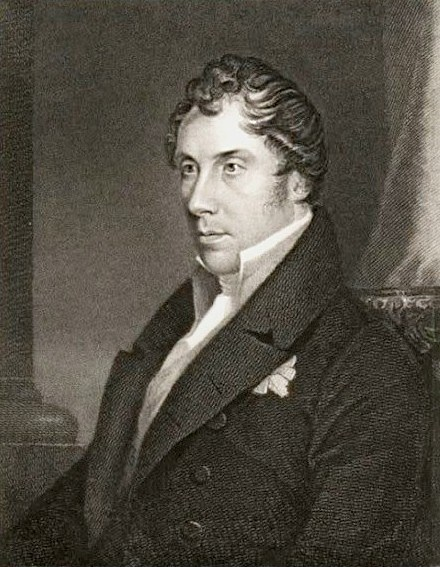
George Hamilton-Gordon, 4.º Conde de Aberdeen.

Marquês de Aberdeen e Temair, no Condado de Aberdeen, no Condado de Meath e no Condado de Argyll, é um título no Pariato do Reino Unido. Foi criado em 4 de janeiro de 1916 para John Hamilton-Gordon, 7.º Conde de Aberdeen.

## História familiar

### Baronete de Haddo
O sexto conde de Aberdeen foi sucedido por seu irmão mais novo, o sétimo conde. John Hamilton-Gordon foi um político liberal e serviu como Lorde-Tenente da Irlanda em 1886  e de 1905 a 1915  e como Governador Geral do Canadá de 1893 a 1898.  Em 4 de janeiro de 1916, ele foi criado Conde de Haddo, no Condado de Aberdeen, e Marquês de Aberdeen e Temair, no Condado de Aberdeen, no Condado de Meath e no Condado de Argyll . Ambos os títulos estão no Pariato do Reino Unido.  

### Condado de Aberdeen
O terceiro conde foi sucedido por seu neto, o quarto conde, que era o filho mais velho de George Gordon, Lorde Haddo. Em 1 de junho de 1814, ele foi criado Visconde Gordon, de Aberdeen, no Condado de Aberdeen, no Pariato do Reino Unido,  o que lhe deu direito a um assento automático na Câmara dos Lordes. Lord Aberdeen foi um distinto diplomata e estadista e serviu como Secretário de Relações Exteriores de 1828 a 1830 e de 1841 a 1846 e como Primeiro Ministro do Reino Unido de 1852 a 1855. Aberdeen casou-se primeiramente com Lady Catherine Elizabeth (1784–1812), filha de John Hamilton, 1.º Marquês de Abercorn, e assumiu por licença real o sobrenome adicional de Hamilton em 1818. 

### Lorde Aberdeen, Primeiro Ministro

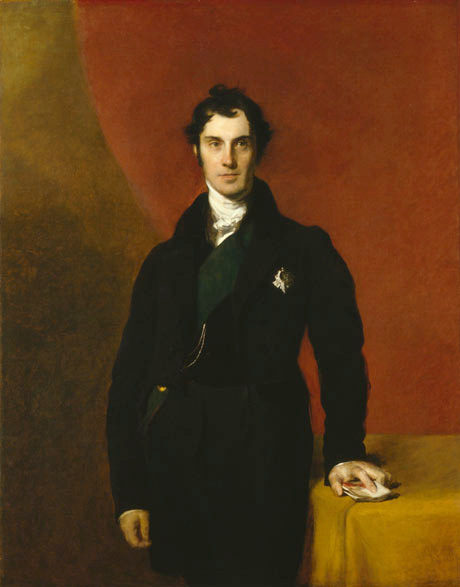
Retrato de Lord Aberdeen por Thomas Lawrence, 1830. O Quarto Conde quando servia como Secretário de Relações Exteriores.

Vários outros membros da família Gordon também ganharam distinção. O hon. William Gordon (falecido em 1816), filho mais velho do terceiro casamento do segundo conde, foi general do Exército. O hon. Cosmo Gordon, segundo filho do terceiro casamento do segundo conde, era coronel do Exército. O Hon. Alexander Gordon (1739–1792), terceiro filho do terceiro casamento do segundo conde, foi Lorde de Sessão de 1788 a 1792 sob o título judicial de Lord Rockville. Seu filho William Duff-Gordon foi membro do parlamento por Worcester . Em 1815, ele sucedeu seu tio como segundo Barão de Halkin, de acordo com um legado especial, e assumiu o sobrenome adicional de Duff (veja os baronetes de Duff-Gordon para mais informações sobre a história deste ramo da família). O hon. William Gordon, irmão mais novo do quarto conde, foi vice-almirante da Marinha Real e membro do parlamento por Aberdeenshire. O hon. Alexander Gordon (1786–1815), irmão mais novo do quarto conde, era um soldado e foi morto na Batalha de Waterloo.
Quando Lorde Aberdeen morreu, os títulos passaram para seu filho mais velho, de seu segundo casamento com Harriet Douglas, o quinto conde. Ele foi membro liberal do parlamento (MP) por Aberdeenshire. Seu filho mais velho, o sexto conde, era marinheiro e aventureiro. Ele se afogou acidentalmente na costa da América em 1870, sem se casar ou ter filhos. 

### Marquês de Aberdeen e Temair

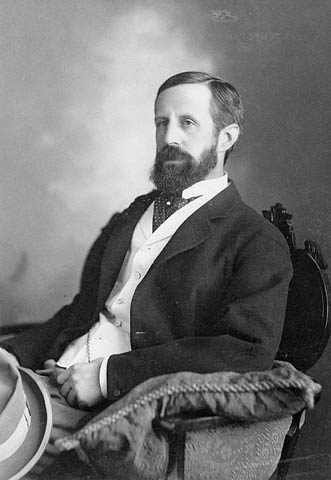
John Hamilton-Gordon, 1.º Marquês de Aberdeen e Temair

A família Gordon descende de John Gordon, que lutou como realista contra os Covenanters na Guerra Civil. Em 1642 foi criado baronete de Haddo, no Condado de Aberdeen, no Baronetage da Nova Escócia. Em 1644, ele foi considerado culpado de traição e decapitado, perdendo o título de baronete. O título foi restaurado após a Restauração para seu filho John, o segundo Baronete.
Ele foi sucedido por seu filho mais velho, o segundo Marquês, que era membro do Conselho do Condado de Londres e serviu como Lorde-Tenente de Aberdeenshire.  Ele não tinha filhos e foi sucedido por seu irmão mais novo, o terceiro Marquês. Ele foi notavelmente presidente da Federação das Indústrias Britânicas. Quando ele morreu, os títulos passaram para seu filho mais velho, o quarto Marquês . Ele foi membro do Conselho do Condado de Aberdeenshire e Lorde-Tenente de Aberdeenshire. Ele teve quatro filhos adotivos, mas nenhum filho biológico e foi sucedido por seu irmão mais novo, o quinto Marquês.   Ele era um locutor que trabalhava para a BBC. Ele nunca se casou e, após sua morte em 1984, os títulos passaram para seu quarto e mais novo irmão, o sexto Marquês. Ele foi presidente do The Arts Club.   Após sua morte em 2002, o sétimo Marquês, que era um Vice-Tenente de Aberdeenshire, herdou os títulos. Desde 2020 , o Marquesado é ocupado por George Gordon, que é o oitavo Marquês de Aberdeen e Temair, tendo-o sucedido naquele ano.

### Outros membros da família
O hon. Sir Robert Gordon, irmão mais novo do quarto conde, era diplomata e serviu como embaixador britânico na Áustria . O hon. John Gordon (1792–1869), irmão mais novo do quarto conde, foi almirante da Marinha Real. O hon. Sir Alexander Hamilton-Gordon (1817–1890), filho mais velho do segundo casamento do quarto conde, foi general do Exército e membro do parlamento por Aberdeenshire East. Seu filho mais velho, Sir Alexander Hamilton-Gordon, também foi general do Exército. Reverendo o Hon. Douglas Hamilton-Gordon (1824–1901), terceiro filho do segundo casamento do quarto conde, foi capelão ordinário da rainha Vitória e cônego de Salisbury . O honroso Arthur Hamilton-Gordon, quarto filho do segundo casamento do quarto conde, foi um político liberal e foi criado Barão Stanmore em 1893. Ishbel Hamilton-Gordon, Marquesa de Aberdeen e Temair, filha de Dudley Marjoribanks, 1.º Barão Tweedmouth, e esposa do primeiro Marquês de Aberdeen e Temair, foi autora, filantropa e defensora dos interesses das mulheres.
O hon. Sir Robert Gordon, irmão mais novo do quarto conde, era diplomata e serviu como embaixador britânico na Áustria. O hon. John Gordon (1792–1869), irmão mais novo do quarto conde, foi almirante da Marinha Real. O hon. Sir Alexander Hamilton-Gordon (1817–1890), filho mais velho do segundo casamento do quarto conde, foi general do Exército e membro do parlamento por Aberdeenshire East. Seu filho mais velho, Sir Alexander Hamilton-Gordon, também foi general do Exército. Reverendo o Hon. Douglas Hamilton-Gordon (1824–1901), terceiro filho do segundo casamento do quarto conde, foi capelão ordinário da rainha Vitória e cônego de Salisbury . O honroso Arthur Hamilton-Gordon, quarto filho do segundo casamento do quarto conde, foi um político liberal e foi criado Barão Stanmore em 1893 (veja este título para mais informações sobre ele e este ramo da família). Ishbel Hamilton-Gordon, Marquesa de Aberdeen e Temair, filha de Dudley Marjoribanks, 1.º Barão Tweedmouth, e esposa do primeiro Marquês de Aberdeen e Temair, foi autora, filantropa e defensora dos interesses das mulheres.
A sede da família é Haddo House, Aberdeenshire. O título Conde de Haddo é o título de cortesia para o filho mais velho e herdeiro do Marquês, cujo filho mais velho usa o título de cortesia Visconde de Formartine. Os Marqueses de Aberdeen e Temair são parentes dos Marqueses de Huntly. Sir John Gordon (falecido por volta de 1395) de Strathbogie, ancestral de Sir John Gordon, 1.º Baronete, era irmão de Elizabeth Gordon. Ela se casou com Sir Alexander Seton (falecido em 1438) e foi mãe de Alexander Gordon, 1.º Conde de Huntly (ancestral dos Marquês de Huntly).

## Baronetes Gordon, de Haddo (1642)

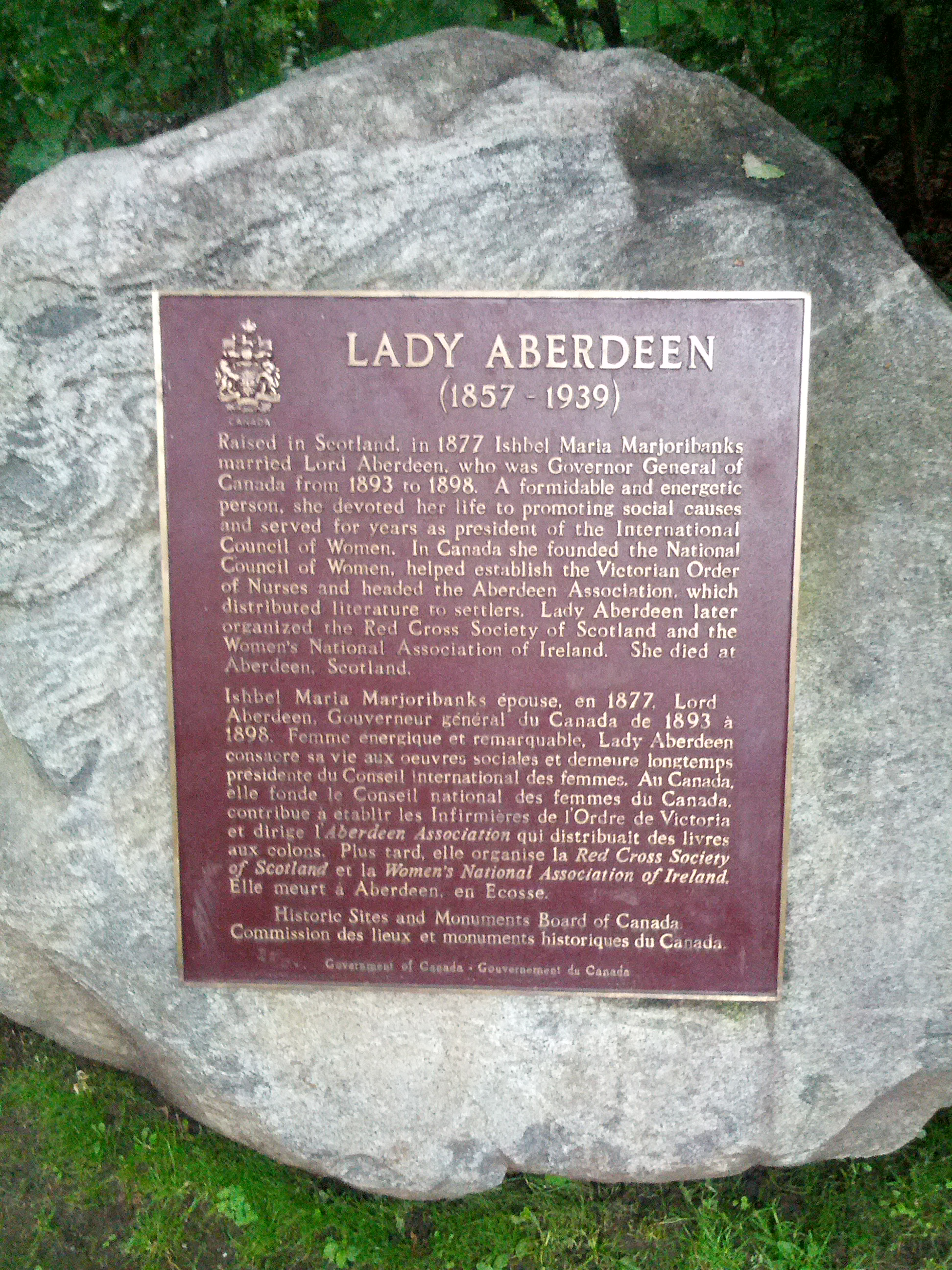
Memorial em Ottawa para Ishbel, Marquesa de Aberdeen, esposa do primeiro Marquês, que foi Governadora Geral do Canadá de 1893 a 1898.

- Sir John Gordon, 1.º Baronete (1610–1644)
- Sir John Gordon, 2.º Baronete (c. 1632–1665)
- Sir George Gordon, 1.º Baronete (1637–1720) (criado Conde de Aberdeen em 1682)

## Condes de Aberdeen (1682)
Outros títulos (1º Conde em diante): Visconde de Formartine ( Sc 1682), Lord Haddo, Methlick, Tarves e Kellie (Sc 1682)
Outros títulos (4º Conde em diante): Visconde Gordon ( Reino Unido 1814)
- George Gordon, 1.º Conde de Aberdeen (1637–1720)
  - George Gordon, Lorde Haddo (1674-m. entre 1694 e 1708)
- William Gordon, 2.º Conde de Aberdeen (1679–1745)
- George Gordon, 3.º conde de Aberdeen (1722–1801)
  - George Gordon, Lorde Haddo (1764-1791)
- George Hamilton-Gordon, 4,º Conde de Aberdeen (1784–1860) (criado Visconde Gordon em 1814)
- George John James Hamilton-Gordon, 5.º Conde de Aberdeen (1816–1864)
- George Hamilton-Gordon, 6.º Conde de Aberdeen (1841–1870)
- John Campbell Hamilton-Gordon, 7.º Conde de Aberdeen (1847–1934) (criado Marquês de Aberdeen e Temair em 1916)

## Marqueses de Aberdeen e Temair (1916)
Outros títulos (1.º Marquês em diante): Conde de Haddo (Reino Unido 1916), Visconde Gordon (Reino Unido 1814), Visconde de Formartine (Sc 1682), Lord Haddo, Methlick, Tarves e Kellie (Sc 1682)
- John Campbell Gordon, 1.º Marquês de Aberdeen e Temair (1847–1934)
- George Gordon, 2.º Marquês de Aberdeen e Temair (1879–1965)
- Dudley Gladstone Gordon, 3.º Marquês de Aberdeen e Temair (1883–1972)
- David George Ian Alexander Gordon, 4.º Marquês de Aberdeen e Temair (1908–1974)
- Archibald Victor Dudley Gordon, 5.º Marquês de Aberdeen e Temair (1913–1984)
- Alastair Ninian John Gordon, 6.º Marquês de Aberdeen e Temair (1920–2002)
- Alexander George Gordon, 7.º Marquês de Aberdeen e Temair (1955–2020)
- George Ian Alastair Gordon, 8.º Marquês de Aberdeen e Temair (n. 1983)

## Par atual
George Ian Alastair Gordon, 8.º Marquês de Aberdeen e Temair (nascido em 4 de maio de 1983) é filho do 7.º Marquês e sua esposa Joanna Clodagh Houldsworth. Formalmente denominado Visconde Formartine a partir de 1984, ele foi educado na Harrow School. 
Ele foi denominado Conde de Haddo entre 2002 e 12 de março de 2020, quando sucedeu seu pai como Marquês de Aberdeen e Temair, Conde de Haddo, Conde de Aberdeen, Visconde de Formartine, Visconde Gordon de Aberdeen, Lord Haddo, Methlick, Tarves e Kellie, e também como baronete (Gordon, de Haddo, Aberdeenshire, 1642). 
Como Lorde Haddo, ele se casou com Isabelle Coaten, filha de David Coaten, e eles têm quatro filhos
- Ivo Alexander Ninian Gordon, Conde de Haddo (nascido em 2012), seu herdeiro aparente
- Lorde Johnny David Nehemiah Gordon (nascido em 2014)
- Lady Christabel Alexandra Lully Gordon (nascida em 2016)
- Lorde Louis George Solomon Gordon (nascido em 2018)